# Passeport papouasien
Le passeport papouasien est un document de voyage international délivré aux ressortissants papouasiens, et qui peut aussi servir de preuve de la citoyenneté papouasienne. 